# Transports en commun de Granville
Les transports en commun de la communauté de communes de Granville Terre et Mer sont réalisés par un réseau d'autobus desservant les communes de Granville, Donville-les-Bains, Yquelon et Saint-Pair-sur-Mer dans le département de la Manche, ce réseau est géré actuellement par la communauté de communes de Granville Terre et Mer. Ce réseau s'étend également sur le Pays Hayland ainsi que le nord et sud de la communauté de communes.

## Histoire
Le réseau d'autobus granvillais a été mis en place le 17 décembre 2014. À partir du 1er juillet 2022, la communauté de communes de Granville, Terre et Mer, en charge des mobilités depuis juillet 2021, améliore le réseau de bus Néva. Celui-ci est totalement réorganisé :
- Ligne 1 : Les Cèdres (Yquelon) <> Centre-Ville (Granville)
- Ligne 2 : Haute-Lande (Yquelon) <> ZA Croissant (Saint-Pair-sur-Mer)
- Ligne 3 : ZA Prétôt (Granville) <> Haute Ville (Granville)

Un arrêt supplémentaire nommé "Pressoir" sera ajouté après le terminus "ZA Prétôt" et sera desservi uniquement lors du premier départ de la ligne 3 en dehors des périodes estivales.
Il offre également la possibilité de se déplacer pour accéder aux bus NO_MA_D (anciennement Manéo), permettant ainsi de se rendre à Coutances, Saint-Lô, Lison, Sartilly, Avranches et Le Mont Saint-Michel.
Parallèlement à la mise en place des nouvelles lignes refaites de Néva, la communauté de communes a expérimenté une ligne 4 interurbaine reliant le parking du collège de La Haye-Pesnel à la ZA du Taillais de Granville, permettant ensuite de rejoindre le marché du samedi au Cours Jonville via la ligne 1. Pour le moment, cette ligne est toujours en phase de test.
- Ligne 4 : La Haye-Pesnel <> Folligny <> Saint-Sauveur-la-Pommeraye <> Saint-Jean-des-Champs <> Saint-Planchers <> Granville

Deux lignes ont été en expérimentation cet été 2023, les lignes 5 et 6 et reprennent du service du 6 juillet au 24 août 2024 pour une nouvelle phase d'essais. La ligne 5 complète l'offre de la ligne 308, tandis que la ligne 6 fait de même pour la ligne 311, toutes deux appartenant au réseau NO_MA_D Car de la Région Normandie.
- Ligne 5 : Carolles <> (Edenville) <> Jullouville <> (Kairon) <> Saint-Pair-sur-Mer <> Granville
- Ligne 6 : Bréhal <> (Saint-Martin-de-Bréhal) <> Coudeville-sur-Mer <> Bréville-sur-Mer <> Donville-les-Bains <> Granville

Ces lignes partent de la gare de Granville. Le service remis en place pour l'été 2024 sera le même que pour celui de l'année 2023.
Depuis le 16 septembre 2023, une ligne 7 est en phase de test pour assurer la liaison entre Cérences et la gare de Granville chaque samedi. Le terminus sera situé sur le parking de l'ancienne gare de Cérences, appelé "Square de la Gare". Cette ligne complète l'offre de la ligne 305 du service NO_MA_D Car. La ligne circulera désormais également chaque samedi durant l'été 2024.
- Ligne 7 : Cérences <> Bréhal <> Coudeville-sur-Mer <> Bréville-sur-Mer <> Donville-les-Bains <> Granville

### Lignes urbaines / interurbaines / littorales
| Ligne | Caractéristiques | Caractéristiques                                                       | Caractéristiques                                                       | Caractéristiques                                                       | Caractéristiques                                                       | Caractéristiques                                                       | Caractéristiques                                                       | Caractéristiques                                                       | Caractéristiques                                                       |
| 1     | Yquelon — Les Cèdres ⥋ Granville — Centre-Ville | Yquelon — Les Cèdres ⥋ Granville — Centre-Ville                        | Yquelon — Les Cèdres ⥋ Granville — Centre-Ville                        | Yquelon — Les Cèdres ⥋ Granville — Centre-Ville                        | Yquelon — Les Cèdres ⥋ Granville — Centre-Ville                        | Yquelon — Les Cèdres ⥋ Granville — Centre-Ville                        | Yquelon — Les Cèdres ⥋ Granville — Centre-Ville                        | Yquelon — Les Cèdres ⥋ Granville — Centre-Ville                        | Yquelon — Les Cèdres ⥋ Granville — Centre-Ville                        |
| ----- | --- | ---------------------------------------------------------------------- | ---------------------------------------------------------------------- | ---------------------------------------------------------------------- | ---------------------------------------------------------------------- | ---------------------------------------------------------------------- | ---------------------------------------------------------------------- | ---------------------------------------------------------------------- | ---------------------------------------------------------------------- |
| 1     | Ouverture / Fermeture 1er juillet 2022 / — | Longueur 6 km                                                          | Durée 19-23 min                                                        | Nb. d’arrêts 16                                                        | Matériel Voir ici                                                      | Jours de fonctionnement L, Ma, Me, J, V, S                             | Jour / Soir / Nuit / Fêtes O / N / N / N                               | Voy. / an —                                                            | Dépôt Néva – Granville                                                 |
| 1     | Desserte : - Villes et arrêts : Yquelon (Les Cèdres), Granville (ZA Taillais, Village Prétôt), Granville & Yquelon (ZA Prétôt), Yquelon (Village Giron), Granville (Maison Brûlée, Tamaris, Québec, Stade Dior, Jean Jaurès, Vieux Moulin, Jean Jaurès, Calvaire, Gares, Couraye, Le Boscq, Centre-Ville). - Gare desservie : Granville |                                                                        |                                                                        |                                                                        |                                                                        |                                                                        |                                                                        |                                                                        |                                                                        |
| 1     | Évolution : - L'arrêt Granville – Maréchal Leclerc, situé entre les arrêts Calvaire et Gares, a été supprimé le 6 juillet 2024 ; - L'arrêt Granville – Cours Jonville a été renommé Centre-Ville le 6 juillet 2024. Autre : - Ligne accessible aux UFR : pas complètement - Particularités : - L'arrêt ZA Prétôt se situe à la fois à Granville et à Yquelon ; - Les arrêts Granville – Jean Jaurès et Vieux Moulin ne sont desservis qu'un trajet sur deux ; - L'arrêt Granville – Jean Jaurès est desservi deux fois sur le même trajet car le bus descend au Vieux Moulin avant de remonter pour reprendre son parcours habituel ; - L'arrêt Granville – Le Boscq est desservi uniquement en direction de Centre-Ville. - Date de dernière mise à jour : 7 juillet 2024.                                                       |                                                                        |                                                                        |                                                                        |                                                                        |                                                                        |                                                                        |                                                                        |                                                                        |
| 1     | Dernière actualisation : — |                                                                        |                                                                        |                                                                        |                                                                        |                                                                        |                                                                        |                                                                        |                                                                        |
| 2     | Yquelon — Haute-Lande ⥋ Saint-Pair-sur-Mer — ZA Croissant | Yquelon — Haute-Lande ⥋ Saint-Pair-sur-Mer — ZA Croissant              | Yquelon — Haute-Lande ⥋ Saint-Pair-sur-Mer — ZA Croissant              | Yquelon — Haute-Lande ⥋ Saint-Pair-sur-Mer — ZA Croissant              | Yquelon — Haute-Lande ⥋ Saint-Pair-sur-Mer — ZA Croissant              | Yquelon — Haute-Lande ⥋ Saint-Pair-sur-Mer — ZA Croissant              | Yquelon — Haute-Lande ⥋ Saint-Pair-sur-Mer — ZA Croissant              | Yquelon — Haute-Lande ⥋ Saint-Pair-sur-Mer — ZA Croissant              | Yquelon — Haute-Lande ⥋ Saint-Pair-sur-Mer — ZA Croissant              |
| 2     | Ouverture / Fermeture 1er juillet 2022 / — | Longueur 16-17 km                                                      | Durée 57-60 min                                                        | Nb. d’arrêts 38                                                        | Matériel Voir ici                                                      | Jours de fonctionnement L, Ma, Me, J, V, S                             | Jour / Soir / Nuit / Fêtes O / N / N / N                               | Voy. / an —                                                            | Dépôt Néva – Granville                                                 |
| 2     | Desserte : - Villes et arrêts : Yquelon (Haute-Lande), Granville & Yquelon (ZA Prétôt), Yquelon (Village Giron, Europe, Petite Enfance / École, Bourg), Donville-les-Bains (Pont au Rat, Pierre Aigue, Château d'eau, Marcel Gayet, La Poste, Mairie, Côte d'Emeraude), Granville (Sévigné, Plat Gousset, Office de tourisme, Centre-Ville, Le Boscq, Couraye, Gares, Calvaire, Aristide Briand, Jules Ferry, Lycées, Cité des Sports, Gendarmerie, Église Saint-Nicolas, Agora, Hôpital, Plage Saint-Nicolas, Fourneau), Saint-Pair-sur-Mer (Centre-Bourg, École / Mairie, Vieux Château, Les Vallées, Val de Saigue, Stade, ZA Croissant). - Gare desservie : Granville |                                                                        |                                                                        |                                                                        |                                                                        |                                                                        |                                                                        |                                                                        |                                                                        |
| 2     | Évolution : - L'arrêt Donville-les-Bains – Calvaire a été renommé Marcel Gayet et l'arrêt Granville – Cours Jonville en Centre-Ville le 6 juillet 2024 ; - L'arrêt Granville – Maréchal Leclerc, situé entre les arrêts Calvaire et Gares, a été supprimé le 6 juillet 2024. Autre : - Ligne accessible aux UFR : pas complètement - Particularités : - L'arrêt ZA Prétôt se situe à la fois à Granville et à Yquelon ; - L'arrêt Granville – Office de tourisme est desservi uniquement en direction de ZA Croissant ; - L'arrêt Granville – Le Boscq est desservi uniquement en direction de Haute-Lande ; - Les arrêts Granville – Centre-Ville, Saint-Pair-sur-Mer – Centre-Bourg et Vieux Château se trouvent dans deux rues différentes selon la direction de circulation. - Date de dernière mise à jour : 7 juillet 2024. |                                                                        |                                                                        |                                                                        |                                                                        |                                                                        |                                                                        |                                                                        |                                                                        |
| 2     | Dernière actualisation : — |                                                                        |                                                                        |                                                                        |                                                                        |                                                                        |                                                                        |                                                                        |                                                                        |
| 3     | Granville — Pressoir / Granville — ZA Prétôt ⥋ Granville — Haute Ville | Granville — Pressoir / Granville — ZA Prétôt ⥋ Granville — Haute Ville | Granville — Pressoir / Granville — ZA Prétôt ⥋ Granville — Haute Ville | Granville — Pressoir / Granville — ZA Prétôt ⥋ Granville — Haute Ville | Granville — Pressoir / Granville — ZA Prétôt ⥋ Granville — Haute Ville | Granville — Pressoir / Granville — ZA Prétôt ⥋ Granville — Haute Ville | Granville — Pressoir / Granville — ZA Prétôt ⥋ Granville — Haute Ville | Granville — Pressoir / Granville — ZA Prétôt ⥋ Granville — Haute Ville | Granville — Pressoir / Granville — ZA Prétôt ⥋ Granville — Haute Ville |
| 3     | Ouverture / Fermeture 1er juillet 2022 / — | Longueur 6-7 km                                                        | Durée 19-21 min                                                        | Nb. d’arrêts 18                                                        | Matériel Voir ici                                                      | Jours de fonctionnement L, Ma, Me, J, V, S                             | Jour / Soir / Nuit / Fêtes O / N / N / N                               | Voy. / an —                                                            | Dépôt Néva – Granville                                                 |
| 3     | Desserte : - Villes et arrêts : Granville (Pressoir, ZA Prétôt, Armateurs, Fontaine-Jolie, L'Estran, Saint-Brelade, Simone Veil, Agora, Hôpital, Cité des Sports, Lycées, Saint-Gaud, CRNG / Hérel, Les Ports, La Criée, Le Roc, Malraux, Haute Ville). |                                                                        |                                                                        |                                                                        |                                                                        |                                                                        |                                                                        |                                                                        |                                                                        |
| 3     | Évolution : - L'arrêt Granville – Pressoir n'est plus desservi pendant la période estivale depuis le 6 juillet 2024. Autre : - Ligne accessible aux UFR : pas complètement - Particularités : - L'arrêt Granville – Pressoir est utilisé comme point de départ de la ligne uniquement en dehors de la période estivale et uniquement pour le premier départ ; - Les arrêts Granville – Saint-Brelade et Le Roc sont desservis uniquement en direction de Haute Ville ; - L'arrêt Granville – Malraux est desservi uniquement en direction de ZA Prétôt. - Date de dernière mise à jour : 4 juillet 2024. |                                                                        |                                                                        |                                                                        |                                                                        |                                                                        |                                                                        |                                                                        |                                                                        |
| 3     | Dernière actualisation : — |                                                                        |                                                                        |                                                                        |                                                                        |                                                                        |                                                                        |                                                                        |                                                                        |
| 4     | Ligne interurbaine | Ligne interurbaine                                                     | Ligne interurbaine                                                     | Ligne interurbaine                                                     | Ligne interurbaine                                                     | Ligne interurbaine                                                     | Ligne interurbaine                                                     | Ligne interurbaine                                                     | Ligne interurbaine                                                     |
| 4     | La Haye-Pesnel — Collège ⥋ Granville — ZA Taillais |                                                                        |                                                                        |                                                                        |                                                                        |                                                                        |                                                                        |                                                                        |                                                                        |
| 4     | Ouverture / Fermeture 2 juillet 2022 / — | Longueur 15-17 km                                                      | Durée 22-24 min                                                        | Nb. d’arrêts 8                                                         | Matériel IVECO Indcar Mobi                                             | Jours de fonctionnement Samedi                                         | Jour / Soir / Nuit / Fêtes O / N / N / N                               | Voy. / an —                                                            | Dépôt Mont Voyages – La Haye-Pesnel                                    |
| 4     | Desserte : - Villes et arrêts : La Haye-Pesnel (Collège), Folligny (Bourg / École, Gare), Saint-Sauveur-la-Pommeraye (Le Repas), Saint-Jean-des-Champs (L'Hermitière), Saint-Planchers (Les Perrières, Le Theil), Granville (ZA Taillais). - Gare desservie : Folligny |                                                                        |                                                                        |                                                                        |                                                                        |                                                                        |                                                                        |                                                                        |                                                                        |
| 4     | Évolution : - En raison de la phase d'expérimentation, la ligne a été suspendue du 27 août au 17 décembre 2022. Autre : - Ligne accessible aux UFR : non - Particularités : - Les arrêts Saint-Planchers – Les Perrières et Le Theil sont situés à deux emplacements distincts selon la direction de circulation du bus ; - Le bus emprunte un chemin différent pour desservir les arrêts mentionnés précédemment uniquement en direction de Collège. - Date de dernière mise à jour : 7 juillet 2024. |                                                                        |                                                                        |                                                                        |                                                                        |                                                                        |                                                                        |                                                                        |                                                                        |
| 4     | Dernière actualisation : — |                                                                        |                                                                        |                                                                        |                                                                        |                                                                        |                                                                        |                                                                        |                                                                        |
| 5     | Lignes estivales | Lignes estivales                                                       | Lignes estivales                                                       | Lignes estivales                                                       | Lignes estivales                                                       | Lignes estivales                                                       | Lignes estivales                                                       | Lignes estivales                                                       | Lignes estivales                                                       |
| 5     | Carolles — Mairie ⥋ Granville — Gare |                                                                        |                                                                        |                                                                        |                                                                        |                                                                        |                                                                        |                                                                        |                                                                        |
| 5     | Ouverture / Fermeture 8 juillet 2023 / — | Longueur 12 km                                                         | Durée 34 min                                                           | Nb. d’arrêts 18                                                        | Matériel Voir ici                                                      | Jours de fonctionnement L, Ma, Me, J, V, S                             | Jour / Soir / Nuit / Fêtes O / N / N / N                               | Voy. / an —                                                            | Dépôt Néva – Granville                                                 |
| 5     | Desserte : - Villes et arrêts : Carolles (Mairie, Salle des fêtes, Plage), Jullouville (Edenville, Base nautique, Office de tourisme, Les Pins), Saint-Pair-sur-Mer (Pont Bleu, Toque Blanche, Beausoleil, École / Mairie, Centre-Bourg), Granville (Fourneau, Plage Saint-Nicolas, Hôpital, Gendarmerie, Stade Dior, Gare). - Gare desservie : Granville |                                                                        |                                                                        |                                                                        |                                                                        |                                                                        |                                                                        |                                                                        |                                                                        |
| 5     | Évolution : - Étant une ligne estivale, elle n'a pas circulé en dehors des périodes estivales. Autre : - Ligne accessible aux UFR : pas complètement - Particularités : - Les arrêts Carolles – Plage et Saint-Pair-sur-Mer – École / Mairie sont desservis uniquement en direction de Gare. - Date de dernière mise à jour : 7 juillet 2024. |                                                                        |                                                                        |                                                                        |                                                                        |                                                                        |                                                                        |                                                                        |                                                                        |
| 5     | Dernière actualisation : — |                                                                        |                                                                        |                                                                        |                                                                        |                                                                        |                                                                        |                                                                        |                                                                        |
| 6     | Bréhal — Ancienne Gare ⥋ Granville — Gare | Bréhal — Ancienne Gare ⥋ Granville — Gare                              | Bréhal — Ancienne Gare ⥋ Granville — Gare                              | Bréhal — Ancienne Gare ⥋ Granville — Gare                              | Bréhal — Ancienne Gare ⥋ Granville — Gare                              | Bréhal — Ancienne Gare ⥋ Granville — Gare                              | Bréhal — Ancienne Gare ⥋ Granville — Gare                              | Bréhal — Ancienne Gare ⥋ Granville — Gare                              | Bréhal — Ancienne Gare ⥋ Granville — Gare                              |
| 6     | Ouverture / Fermeture 8 juillet 2023 / — | Longueur 18 km                                                         | Durée 37-38 min                                                        | Nb. d’arrêts 11                                                        | Matériel Voir ici                                                      | Jours de fonctionnement L, Ma, Me, J, V, S                             | Jour / Soir / Nuit / Fêtes O / N / N / N                               | Voy. / an —                                                            | Dépôt Mont Voyages – La Haye-Pesnel                                    |
| 6     | Desserte : - Villes et arrêts : Bréhal (Ancienne Gare, Bourg), Saint-Martin-de-Bréhal (Base nautique, Place Monaco), Coudeville-sur-Mer (Plage), Bréville-sur-Mer (Route Blanche, Tennis), Donville-les-Bains (Hippodrome, Plage, Mairie), Granville (Gare). - Gare desservie : Granville |                                                                        |                                                                        |                                                                        |                                                                        |                                                                        |                                                                        |                                                                        |                                                                        |
| 6     | Évolution : - Étant une ligne estivale, elle n'a pas circulé en dehors des périodes estivales. Autre : - Ligne accessible aux UFR : non - Particularités : - L'arrêt Donville-les-Bains – Plage est situé à deux emplacements distincts selon la direction de circulation du bus ; - Le bus emprunte un chemin différent pour desservir l'arrêt mentionné précédemment uniquement en direction de Ancienne Gare. - Date de dernière mise à jour : 7 juillet 2024. |                                                                        |                                                                        |                                                                        |                                                                        |                                                                        |                                                                        |                                                                        |                                                                        |
| 6     | Dernière actualisation : — |                                                                        |                                                                        |                                                                        |                                                                        |                                                                        |                                                                        |                                                                        |                                                                        |
| 7     | Ligne interurbaine | Ligne interurbaine                                                     | Ligne interurbaine                                                     | Ligne interurbaine                                                     | Ligne interurbaine                                                     | Ligne interurbaine                                                     | Ligne interurbaine                                                     | Ligne interurbaine                                                     | Ligne interurbaine                                                     |
| 7     | Cérences — Square de la Gare ⥋ Granville — Gare |                                                                        |                                                                        |                                                                        |                                                                        |                                                                        |                                                                        |                                                                        |                                                                        |
| 7     | Ouverture / Fermeture 16 septembre 2023 / — | Longueur 17 km                                                         | Durée 33 min                                                           | Nb. d’arrêts 12                                                        | Matériel IVECO Crossway Pop                                            | Jours de fonctionnement Samedi                                         | Jour / Soir / Nuit / Fêtes O / N / N / N                               | Voy. / an —                                                            | Dépôt Transdev Normandie Manche – Granville                            |
| 7     | Desserte : - Villes et arrêts : Cérences (Square de la Gare, Bourg), Bréhal (Ancienne Gare), Coudeville-sur-Mer (La Plesse), Bréville-sur-Mer (Le Grand Chemin, Mairie, La Mougine), Donville-les-Bains (Château d'eau, Marcel Gayet, La Poste, Mairie), Granville (Gare). - Gare desservie : Granville |                                                                        |                                                                        |                                                                        |                                                                        |                                                                        |                                                                        |                                                                        |                                                                        |
| 7     | Évolution : - L'arrêt Donville-les-Bains – Calvaire a été renommé Marcel Gayet le 6 juillet 2024. Autre : - Ligne accessible aux UFR : non - Particularités : - Date de dernière mise à jour : 7 juillet 2024. |                                                                        |                                                                        |                                                                        |                                                                        |                                                                        |                                                                        |                                                                        |                                                                        |
| 7     | Dernière actualisation : — |                                                                        |                                                                        |                                                                        |                                                                        |                                                                        |                                                                        |                                                                        |                                                                        |

### Lignes complémentaires (scolaires)
3 circuits (A, B, C) sont proposés pour le transport scolaire Néva dans Granville (également gratuit).

## Ancien réseau (2014-2022)
L'ancien réseau Néva avec 2 lignes urbaines gérées par la mairie de Granville.
| Ligne | Caractéristiques | Caractéristiques                                          | Caractéristiques                                          | Caractéristiques                                          | Caractéristiques                                          | Caractéristiques                                          | Caractéristiques                                          | Caractéristiques                                          | Caractéristiques                                          |
| 1     | Lignes Néva (fermées le 30 juin 2022) | Lignes Néva (fermées le 30 juin 2022)                     | Lignes Néva (fermées le 30 juin 2022)                     | Lignes Néva (fermées le 30 juin 2022)                     | Lignes Néva (fermées le 30 juin 2022)                     | Lignes Néva (fermées le 30 juin 2022)                     | Lignes Néva (fermées le 30 juin 2022)                     | Lignes Néva (fermées le 30 juin 2022)                     | Lignes Néva (fermées le 30 juin 2022)                     |
| 1     | Granville — ZA du Taillais ⥋ Granville — Place Godal | Granville — ZA du Taillais ⥋ Granville — Place Godal      | Granville — ZA du Taillais ⥋ Granville — Place Godal      | Granville — ZA du Taillais ⥋ Granville — Place Godal      | Granville — ZA du Taillais ⥋ Granville — Place Godal      | Granville — ZA du Taillais ⥋ Granville — Place Godal      | Granville — ZA du Taillais ⥋ Granville — Place Godal      | Granville — ZA du Taillais ⥋ Granville — Place Godal      | Granville — ZA du Taillais ⥋ Granville — Place Godal      |
| ----- | --- | --------------------------------------------------------- | --------------------------------------------------------- | --------------------------------------------------------- | --------------------------------------------------------- | --------------------------------------------------------- | --------------------------------------------------------- | --------------------------------------------------------- | --------------------------------------------------------- |
| 1     | Ouverture / Fermeture 17 décembre 2014 / 30 juin 2022 | Longueur 9,2 km / 7,6 km                                  | Durée 28 min / 23 min                                     | Nb. d’arrêts 21                                           | Matériel Aléatoire                                        | Jours de fonctionnement L, Ma, Me, J, V, S                | Jour / Soir / Nuit / Fêtes O / O / N / N                  | Voy. / an —                                               | Dépôt Néva Granville                                      |
| 1     | Desserte : - Villes et arrêts : Granville (ZA du Taillais, Village Prétôt, ZA de Prétôt, Armateurs, Fontaine-Jolie, L'Estran, Saint-Brelade, Maison Brûlée, Tamaris, Québec, Matignon, Calvaire, Maréchal Leclerc, Gares, Sévigné, Plat Gousset, Haute-ville, Collège Malraux, La Criée, Place Godal), Donville-les-Bains (Côte d'Emeraude) - Gare desservie : Granville |                                                           |                                                           |                                                           |                                                           |                                                           |                                                           |                                                           |                                                           |
| 1     | Évolution : Nouveaux arrêts - Nouvel arrêt à Donville-les-Bains – Côte d'Emeraude en septembre 2015 (situé entre les arrêts Granville – Gares et Granville – Sévigné) - Nouvel arrêt à Granville – Maréchal Leclerc en septembre 2019 (situé entre les arrêts Granville – Calvaire et Granville – Gares) Suppressions d'arrêts - Arrêt supprimé à Granville – Libération en septembre 2017 (situé entre les arrêts Granville – Sévigné et Granville – Plat Gousset) Autre : - Ligne accessible aux UFR : pas complètement - Particularités : - Les arrêts Granville – Haute-ville, Collège Malraux et La Criée étaient uniquement desservis en direction de Granville – Place Godal. - Date de dernière mise à jour : 9 juin 2024. |                                                           |                                                           |                                                           |                                                           |                                                           |                                                           |                                                           |                                                           |
| 1     | Dernière actualisation : — |                                                           |                                                           |                                                           |                                                           |                                                           |                                                           |                                                           |                                                           |
| 2     | Granville — Plage St-Nicolas ⥋ Granville — Cours Jonville | Granville — Plage St-Nicolas ⥋ Granville — Cours Jonville | Granville — Plage St-Nicolas ⥋ Granville — Cours Jonville | Granville — Plage St-Nicolas ⥋ Granville — Cours Jonville | Granville — Plage St-Nicolas ⥋ Granville — Cours Jonville | Granville — Plage St-Nicolas ⥋ Granville — Cours Jonville | Granville — Plage St-Nicolas ⥋ Granville — Cours Jonville | Granville — Plage St-Nicolas ⥋ Granville — Cours Jonville | Granville — Plage St-Nicolas ⥋ Granville — Cours Jonville |
| 2     | Ouverture / Fermeture 17 décembre 2014 / 30 juin 2022 | Longueur 7,6 km                                           | Durée 26 min                                              | Nb. d’arrêts 18                                           | Matériel Aléatoire                                        | Jours de fonctionnement L, Ma, Me, J, V, S                | Jour / Soir / Nuit / Fêtes O / O / N / N                  | Voy. / an —                                               | Dépôt Néva Granville                                      |
| 2     | Desserte : - Ville et arrêts : Granville (Plage St-Nicolas, Hôpital, Agora, Simone Veil, Saint-Brelade, Église St-Nicolas, Gendarmerie, Cité des Sports, Hippocampe, Lycées, Jules Ferry, Aristide Briand, Calvaire, Maréchal Leclerc, Gares, Couraye, Le Boscq, Cours Jonville) - Gare desservie : Granville |                                                           |                                                           |                                                           |                                                           |                                                           |                                                           |                                                           |                                                           |
| 2     | Évolution : Nouveaux arrêts - Nouvel arrêt à Granville – Hippocampe en septembre 2018 (situé entre les arrêts Granville – Cité des Sports et Granville – Lycées) - Nouveaux arrêts à Granville – Simone Veil et Granville – Saint-Brelade en septembre 2019 (situés entre les arrêts Granville – Agora et Granville – Église St-Nicolas) - Nouvel arrêt à Granville – Maréchal Leclerc en septembre 2019 (situé entre les arrêts Granville – Calvaire et Granville – Gares) Nouvelles correspondances possibles - Deux nouvelles correspondances entre la ligne 2 et la ligne 1 étaient désormais possibles : à l'arrêt Granville – Saint-Brelade et à Granville – Maréchal Leclerc. Autre : - Ligne accessible aux UFR : pas complètement - Particularités : - L'arrêt Granville – Le Boscq était le terminus de la ligne le samedi et était desservi qu'en direction de Granville – Cours Jonville. - Date de dernière mise à jour : 9 juin 2024. |                                                           |                                                           |                                                           |                                                           |                                                           |                                                           |                                                           |                                                           |
| 2     | Dernière actualisation : — |                                                           |                                                           |                                                           |                                                           |                                                           |                                                           |                                                           |                                                           |

## Tarification
Le réseau Néva est entièrement gratuit.